# Yema

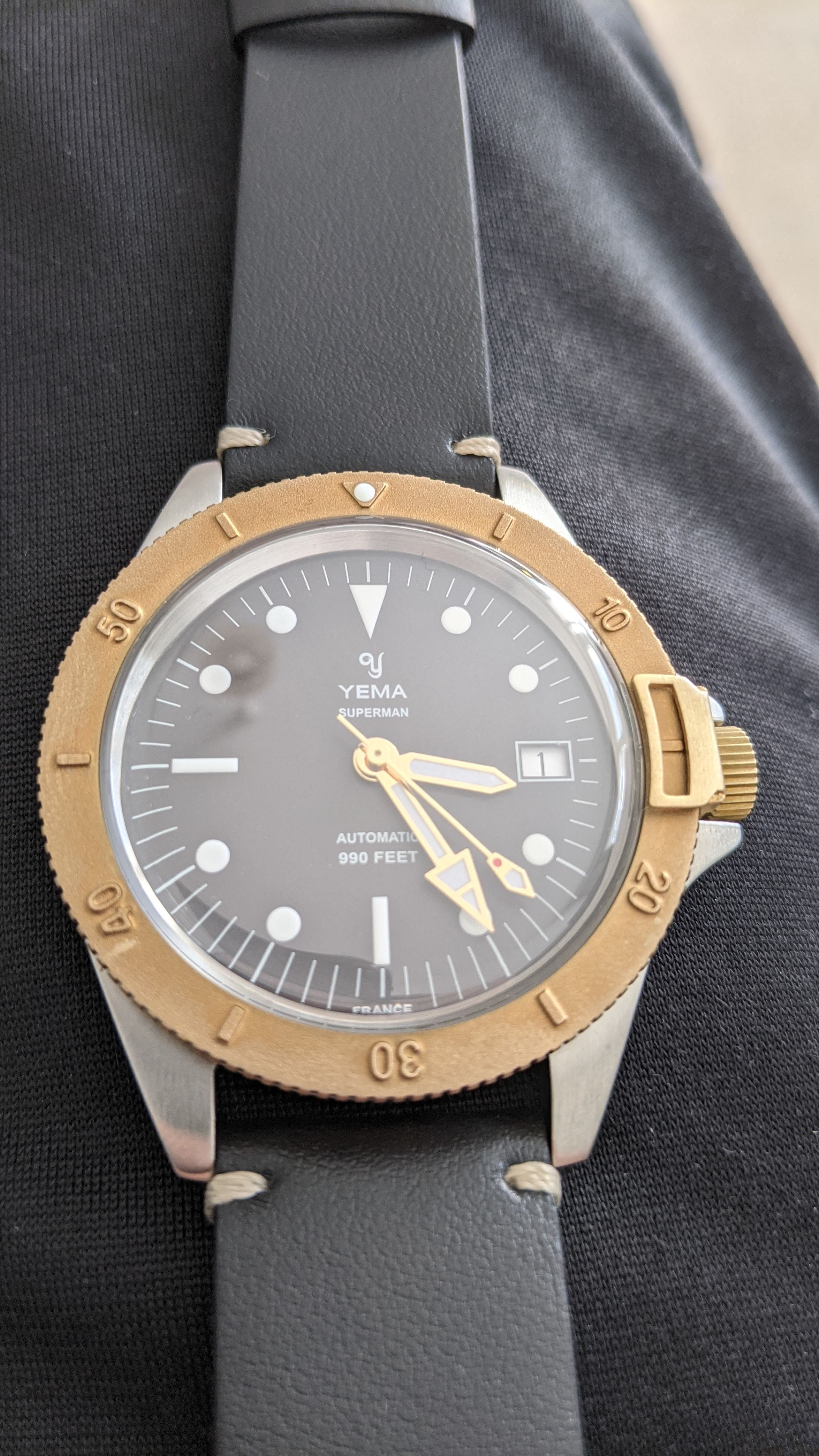
Montre modèle Superman Steel Bronze Gray

Yema est une marque horlogère française, créée en 1948 par Henry Louis Belmont, à Besançon dans le Doubs. 
Depuis sa création, la marque Yema conçoit des montres spécifiquement prévues pour la plongée, la course automobile, la conquête de l'espace ainsi que les sports de voile. Tous les garde-temps de la Maison sont conçus et assemblés en France. La Maison dispose de trois calibres automatiques dit « maison ».
La marque appartient, depuis 2009, à la maison horlogère française Montres Ambre de Morteau.

## Histoire
La société est créée en 1948 à Besançon,par Henri Blum (le vrai nom d'Henry Louis Belmont), descendant d'une famille d'horlogers, sorti major de l'école d'horlogerie en 1931 avec une médaille d'argent tant la qualité et l’exécution de ses travaux étaient remarquables. En 1952, Yema sort sa première série de chronomètres automatiques de fabrication franc-comtoise. En 1958, Yema obtient un Oscar de l'exportation. Dès 1953, cette société est l'une des premières à proposer des montres pouvant être utilisées en plongée et descendre à 200 mètres. Dix ans plus tard, un autre modèle permet de descendre jusqu'à 300 mètres en restant étanche.
En 1982, la Spationaute I est portée par Jean-Loup Chrétien. Spécialement conçue à cet effet, c'est la première montre française à être portée dans l'espace. D'autres modèles sont imaginés pour différentes pratiques sportives,,
Toujours en 1982, le créateur de la société, Henry Louis Belmont, la cède à son fils John. Celui-ci décide de la vendre, sous l'impulsion du gouvernement de l'époque, à Matra. Cette branche du groupe Lagardère veut en effet, à l'époque, créer un pôle Matra Horlogerie avec Thomson. En 1985, Patrick Baudry, le second spationaute français, signe le premier vol orbital franco-américain avec à son poignet une yema Spationaute 2, une mission à bord de la navette spatiale Discovery qui totalisera cent soixante-neuf heures dans l'espace. En 1986, un modèle, North Pole, est conçu pour l'explorateur Jean-Louis Etienne. En 1988, la société est revendue au groupe Hattori (ou Hattori-Seiko) avec une distribution assurée par la Compagnie générale horlogère (distributeur des marques horlogères de Seiko).
En 2004, c'est la création de Yema maison horlogère française. La société est placée en redressement judiciaire le 17 novembre 2008, qui est converti en liquidation judiciaire le 16 mars 2009.
En 2009, la marque est rachetée par le groupe Montres Ambre de Morteau. Elle commence alors à développer un calibre maison, le MPB1000, qui sortira en 2011. Il sera remplacé à partir de 2020 par une nouvelle génération, YEMA 2000 et YEMA 3000. En 2017, la société renoue avec l’aventure spatiale, et présente un nouveau modèle de montre spécialement conçu à l'occasion du vol du 10e astronaute français (Thomas Pesquet) en partenariat avec le CNES: la Spacegraf.
En janvier 2025 la marque annonce un repositionnement avec l’arrêt de production de ses calibres 2000 et 3000 pour se focaliser sur ses propres mouvements de manufacture .

Notes et références
1. 1 2 3  Sirene (registre national des sociétés).
2. 1 2  Sirene (registre national des sociétés).
3. ↑  Fabienne Reybaud, « Les mécanismes du possible », Le Figaro,‎ 24 janvier 2011 (lire en ligne)
4. 1 2 3 4 5 6  Joël Morio, « À 60 ans, Yema s'offre une seconde jeunesse », Le Monde,‎ 26 avril 2008 (lire en ligne)
5. ↑  Cyril Morisseau, « Montres Yema, La Renaissance De l’Horlogerie Française », Forbes,‎ 3 mai 2017 (lire en ligne)
6. ↑  « Yema : la belle histoire d’une marque horlogère française qui fête ses 60 ans cette année », sur Montres-de-luxe.com (consulté le 11 novembre 2023).
7. ↑  « Yema : Sous-Marine », Le Monde,‎ 5 novembre 2007 (lire en ligne)
8. ↑  Caroline Cardona, « Première montre française dans l'espace », L'Internaute (consulté le 17 mai 2019)
9. ↑  Caroline Cardona, « Yema fête ses 60 ans - Des montres étanches », L'Internaute (consulté le 17 mai 2019)
10. ↑  Caroline Cardona, « Vers le quartz et le digital », L'Internaute (consulté le 17 mai 2019)
11. ↑  « Yema, maison horlogère française (Besançon) Chiffre d'affaires, résultat, bilans », sur Societe.com (consulté le 30 janvier 2019)
12. ↑  « Montres Ambre S.A. (Morteau) Chiffre d'affaires, résultat, bilans », sur Societe.com (consulté le 30 janvier 2019)
13. ↑  https://yema.com/pages/calibres-yema
14. ↑  « Retour dans l’espace pour Yema », Paris Match,‎ 20 juillet 2017 (ISSN 0397-1635, lire en ligne)
15. ↑  Alexandre H, « Yema : Fin des projets Kickstarter et des mouvements Yema2000/3000 », sur https://www.mrmontre.com (consulté le 12 avril 2025)